# Spragueia transmutata
Spragueia transmutata är en fjärilsart som beskrevs av Walker 1865. Spragueia transmutata ingår i släktet Spragueia och familjen nattflyn. Inga underarter finns listade i Catalogue of Life.